# Litván Nyelvi Intézet

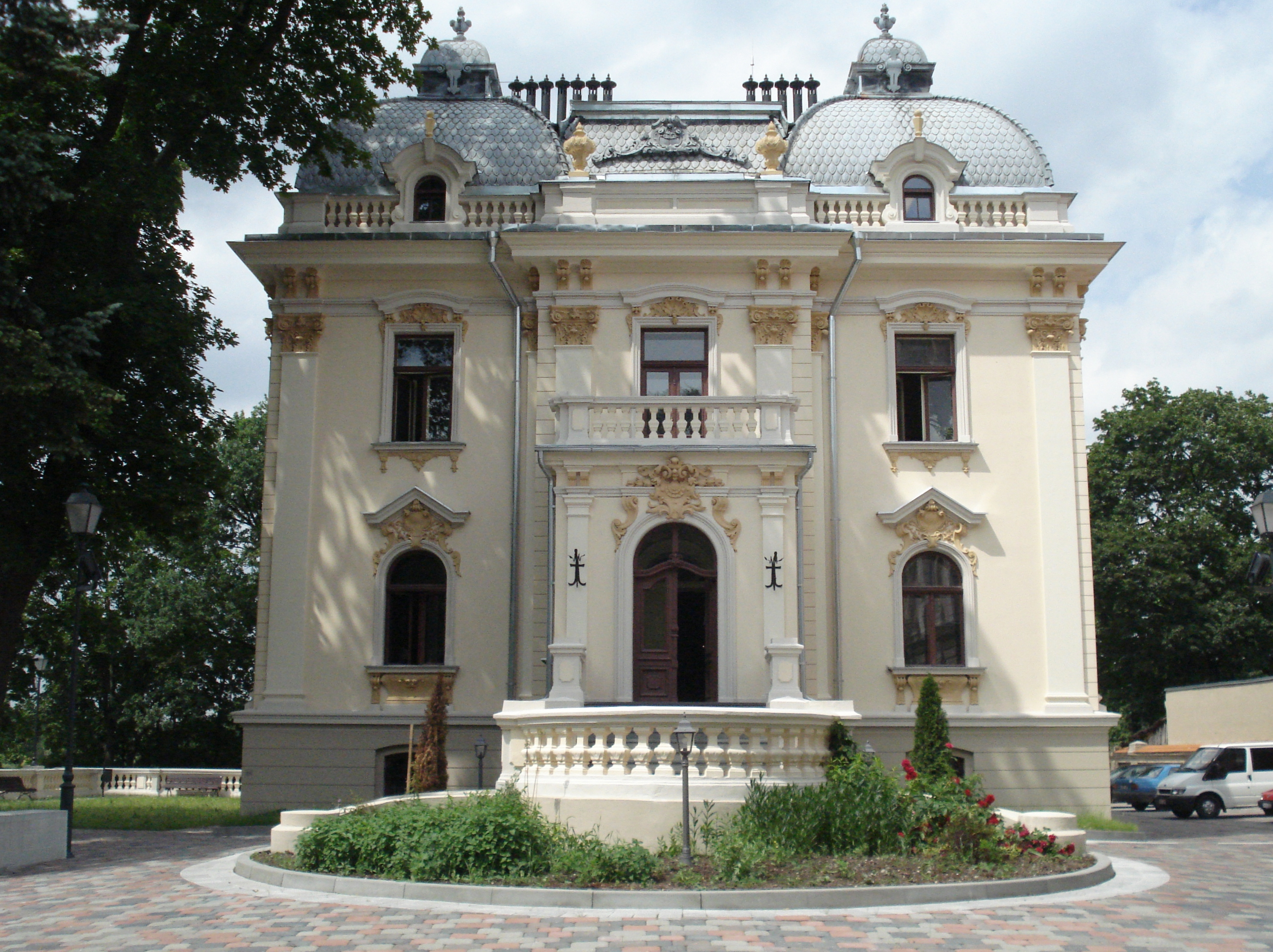
Az intézet székhelye, a Vileišis-palota

A Litván Nyelvi Intézet államilag támogatott kutatóintézet, amely a litván nyelv kutatását tűzte ki célul. Székhelye Vilniusban van.

## Története
Az intézet kezdetei a Litván nagyszótár szerkesztőbizottságáig vezethetők vissza, amelyet Juozas Balčikonis hozott létre 1930-ban. Ebből a bizottságból nőtt ki 1939-ben a Litván Tanulmányok Antanas Smetona Intézete, amelynek a litván nyelv tanulmányozása volt a feladata.
Litvánia 1941-es szovjet megszállása után a Litván Tanulmányok Antanas Smetona Intézete és a Litván Tudományos Társaság Litván Nyelvi Intézet néven egyesült a Tudományos Akadémia égisze alatt. Az Intézetnek ekkoriban számos problémával kellett szembenéznie: több prominens nyelvész emigrált, ideológiai nyomás nehezedett rá, hogy a marxista nyelvelmélet alapján dolgozzon, kapcsolatát a külföldi tudományos közösséggel korlátozták. 1952-ben beolvasztották a Litván Irodalmi Intézetbe, és csak 1990 áprilisában nyerte vissza függetlenségét.

## Felépítése és tevékenysége
Az intézmény négy osztályból (nyelvtörténet és dialektológia, névtan, nyelvtan, nyelvi kultúra), két központból (terminológia, lexikográfia) és egy kiadóból áll. A Jolanta Zabarskaitė vezette, 92 tagú személyzetbe öt habilitált doktor, 35 PhD fokozatú kutató és 11 doktorandusz tartozik.
Múltbeli és jelenlegi kutatási témái:
- A 20 kötetes Litván nagyszótár összeállítása (2005-re elkészült, CD-ROM és online változata is elérhető)
- A litván nyelv akadémiai nyelvtanának összeállítása
- A litván szintaxis fejlődésének kutatása
- A litván dialektusok kutatása az európai nyelvek atlaszának keretein belül
- Az írott litván nyelv kialakulásának és fejlődésének kutatása, a régi litván nyelvemlékek adatbázisának összeállítása
- A modern litván nyelv normáinak és terminológiájának kialakulása és elemzése, nyelvi jelenségek és értelmezésük adatbázisának összeállítása
- A litván helynevek etimológiai szótárának összeállítása
- A litván helynevek, személynevek és állatnevek eredetének tanulmányozása
- Részvétel az EuroTermBank projektben,[2] amely az új EU-tagállamok terminológiáját egyezteti és hangolja össze

Az Intézet 2006-ban „Nemzeti nyelvek terminológiája és globalizáció” címmel nemzetközi konferenciának adott  helyet.

## Fordítás
Ez a szócikk részben vagy egészben  az   Institute of the Lithuanian Language című angol Wikipédia-szócikk ezen változatának fordításán alapul.  Az eredeti cikk szerkesztőit annak laptörténete sorolja fel. Ez a jelzés csupán a megfogalmazás eredetét és a szerzői jogokat jelzi, nem szolgál a cikkben szereplő információk forrásmegjelöléseként.